# Kapela sv. Jakova na Sljemenu
Kapela sv. Jakova katolička je kapela poznata i pod imenom kapela sv. Jakoba. Sagrađena je 1847. godine. Smještena je na nadmorskoj visini od 864 metra na obronku Medvednice zvanom Veliki Plazur. Nalazi se u neposrednoj blizini Sljemenske ceste koja vodi od planinarskog doma Grafičar prema Zagrebu. Ova je kapela zaštićeno kulturno dobro.  O kapeli se brine ksaverska župa.

## Povijest i arhitektura
Prvi pisani spomen kapele datira iz 1746. godine, kada je na tom mjestu postojala drvena kapelica manjih dimenzija. Ta je kapela vjerojatno bila izgrađena od strane rudara koji su radili u obližnjem rudniku Zrinski.
Stara je kapela bila posvećena sv. Barbari koju su rudari diljem Europe u srednjem vijeku smatrali svojom zaštitnicom. Nakon što je drvena kapela izgorjela u požaru, 1847. godine, zaslugom baruna Kulmera, sagrađena je nova zidana neogotička kapela.
Kapela je izgrađena u neogotičkom stilu koji je bio karakterističan za sredinu 19. stoljeća. Tijekom vremena je doživjela nekoliko obnova. Kapela je temeljito obnovljena 1935. godine po projektu arhitekta Jurja Denzlera pri čemu su u unutrašnjoj dekoraciji korišteni elementi starohrvatske ornamentike.  Ove dekoracije pridonose kulturno-povijesnoj vrijednosti kapele, koja je danas zaštićena kao kulturno dobro.
Kapela je tijekom ljeta 2014. godine bila opljačkana te pritom oštećena. Tada su iz nje ukradena zvona i raspelo te su bila uništena vrata kapele. Zauzimanjem ksaverskoga župnika fra Vice Blekića, kapela je već u rujnu 2014. bila obnovljena.

## Galerija
- Prednje pročelje
- Stražnje i bočno pročelje kapele
- Ulazna vrata kapele